# Powiat Rummelsburg i. Pom.

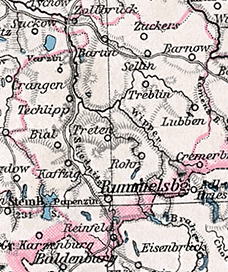
Mapa powiatu Rummelsburg i. Pom. z 1905 r.

Powiat Rummelsburg i. Pom., Powiat Rummelsburg in Pommern (niem. Landkreis Rummelsburg i. Pom., Landkreis Rummelsburg in Pommern, Landkreis Rummelsburg, Kreis Rummelsburg, pol. powiat miastecki) – dawny pruski powiat istniejący od 1724 do 1945. Należał do rejencji koszalińskiej i prowincji Pomorze. Teren dawnego powiatu leży obecnie w Polsce, w województwach pomorskim i  zachodniopomorskim.
Powiat Rummelsburg in Pommern 1 stycznia 1945 składał się z:
- miasta Miastko (niem. Rummelsburg)
- oraz 73 innych miejscowości liczących mniej niż 2000 mieszkańców.

W 1900 powiat zamieszkiwało 33.785, natomiast w 1939 40.692 osób.

## Historia

Obecny herb Miastka był w latach 1932-1945 herbem niemieckiego powiatu Rummelsburg i. Pom.

Teren przyszłego powiatu do 1724 należał do starostwa Stolp-Schlawe. Jednak już podczas wojny trzydziestoletniej, jeszcze w ramach księstwa pomorskiego, w celach podatkowych starostwo podzielone było na trzy okręgi (Bezirk), które dzieliły się na rejony (Quartier). Rejony te były zarządzane przez landratów. W południowej części starostwa powstał rejon Rummelsburgsche Quartier, z którego później rozwinął się powiat Rummelsburg (Kreis Rummelsburg). Po wojnie trzydziestoletniej wewnętrzna organizacja administracyjna pozostała bez zmian.
W 1724 król Fryderyk Wilhelm I Pruski, ustalił nowe granice okręgów na Pomorzu. Utworzono 12 powiatów (Kreis) z 13 landratami. Szczególnym przypadkiem był powiat Schlawe-Rummelsburgscher Kreis, który otrzymał dwóch landratów. Później powiat ten został podzielony i w ten sposób powstał powiat Rummelsburgscher Kreis.
W 1815 rozpoczął się proces reorganizacji struktury w rejencji koszalińskiej, który był utrudniony ze względu na sprzeciw mieszkańców. Królewskie zarządzenie z 25 stycznia 1817 stwierdziło, że granice okręgów powinny pozostać niezmienione.
Biuro landratury znajdowało się od roku 1843 w Rummelsburgu. Na początku była to rezydencja landrata, później od 1824 do 1842 dobra Hansa von Puttkamera w Barcinie, w północnej części powiatu.
10 sierpnia 1876 miały miejsce następujące zmiany administracyjny w powiecie:
- z obrębu powiatu wyłączono miejscowości Cunsow, Quakenburg, Scharsow i Gutsbezirke Cunsow (częściowo), które przeszły na stałe do powiatu Stolp
- z obrębu powiatu wyłączono miejscowości Görshagen, Marsow, Schlackow, Vietzke i Gutsbezirke, które przeszły do powiatu Schlawe i. Pom.

28 marca 1878 gminy wiejskie Beßwitz i Varzin i Wendisch Puddiger, Wussow i dobra Beßwitz, Misdow i Techlipp z powiatu Schlawe i. Pom. przeszły do powiatu Rummelsburg i. Pom..
1 października 1932 miejscowości Groß Karzenburg, Hölkewiese und Klein Karzenburg z rozwiązanego powiatu Bublitz przeszły do powiatu Rummelsburg i. Pom.
Wiosną 1945 obszar powiatu zdobyły wojska 2 Frontu Białoruskiego Armii Czerwonej, po czym został przekazany polskiej administracji. Jeszcze w tym samym roku zmieniono nazwę powiatu na powiat miastecki, nie zmieniając jego granic.

## Landraci
- 1712–1756 Joachim von Massow Ruediger z Brünnow
- 1756–1764 Georg Christian von Puttkamer z Grünwalde
- 1764–1795 Ludwig von Balthasar Wobeser z Lubben
- 1796–1805 Johann Franz von Massow Gotlob
- 1805–1842 Hans von Puttkamer z Zuckers und Bartin
- 1843–1870 Heinrich von Puttkamer z Kremerbruch
- 1870–1879 Gustav von Puttkamer z Versin
- 1879–1888 Felix Graf von Königsdorff
- 1889–1891 Henry Otto Guenther
- 1892–1904 Werner von Weiher
- 1904–1916 Kurt von Trebra
- 1916–1918 Lehmann (asesor, rządowy substytut okręgu)
- 1918–1932 Breyer
- 1932–1933 von Busse
- 1933–1934 Alfred Brandt
- 1934–1939 Heinrich Reich
- 1939–1945 Hans Fichtner

## Podział administracyjny
W 1939 powiat Rummelsburg i. Pom. składał się z następujących gmin:
| - Alt Kolziglow (Kołczygłowy) - Barkotzen (Barkocin) - Bartin (Barcino) - Barvin (Barwino) - Beßwitz (Biesowice) - Bial (Biała) - Börnen (Darnowo) - Brotzen (Broczyno) - Brünnow (Bronowo) - Darsekow (Darżkowo) - Dulzig (Dolsko) - Falkenhagen (Miłocice) - Franzdorf (Witanowo) - Friedrichshuld (Bożanka) - Gadgen (Gatka) - Georgendorf (Lubkowo) - Gewiesen (Kwisno) - Gloddow (Głodowo) - Groß Karzenburg (Sępolno Wielkie) - Groß Schwirsen (Świerzno) - Groß Volz (Wołcza Wielka) - Grünwalde-Saaben (Role-Żabno) - Gumenz (Gumieniec) - Hammermühle (Kępice) - Heinrichsdorf (Przeradz) | - Hölkewiese (Kołtki) - Julienhof (Kowalewice) - Kaffzig (Kawcze) - Kamnitz (Kamnica) - Karlswalde (Podgórze) - Klein Karzenburg (Sępolno Małe) - Klein Schwirsen (Świerzenko) - Klein Volz (Wołcza Mała) - Kremerbruch (Kramarzyny) - Lindenbusch, obecnie nie istnieje - Lubben (Łubno) - Misdow (Mzdowo) - Missow (Miszewo) - Neufeld (Zagony) - Neu Kolziglow (Kołczygłówki) - Papenzin (Bobięcino) - Plötzig (Płocko) - Poberow (Poborowo) - Pritzig (Przytocko) - (Wendisch) Puddiger (Podgóry) - Püstow (Pustowo) - Reetz (Rzeczyca Wielka) - Reinfeld (Barnowiec) - Reinfeld-Hammer (Słosinko) - Reinwasser (Piaszczyna) | - Rohr (Trzcinno) - Rummelsburg (Miastko) - Schwessin (Świeszyno) - Seehof (Łobzowo) - Seelitz (Żelice) - Selberg B (Nowy Żelibórz) - Sellin (Zielin) - Starkow (Starkowo) - Steinau (Turowo) - Techlipp (Ciecholub) - Treblin (Trzebielno) - Treten (Dretyń) - Turzig (Tursko) - Varzin (Warcino) - Versin (Wierszyno) - Viartlum (Wiatrołom) - Waldow (Wałdowo) - Wobeser (Objezierze) - Woblanse (Obłęże) - Wocknin (Okunino) - Wussow (Osowo) - Zettin (Cetyń) - Zollbrück (Korzybie) - Zuckers z Augustfelde i Mudschiddel (Suchorze z Uliszkowicami i Moczydłem) |

### Zmiany administracyjne
- 29 grudnia 1937 nazwę Wendisch Puddiger zamieniono na Puddiger
- 1 kwietnia 1936 połączenie miejscowości Vangerin i Börnen
- 1 października 1937 połączenie miejscowości Puppendorf i Kremerbruch
- 1 kwietnia 1938 włączenie gminy Hanswalde do miasta Rummelsburg
- 1 października 1938 włączenie Reddies do gminy Alt Kolziglow.

## Komunikacja kolejowa
W powiecie Rummelsburg i. Pom. dopiero w 1878 Pruska Kolej Wschodnia otworzyła linię Szczecinek-Miastko-Korzybie, skąd uzyskano połączenie do Słupska i Sławna. Natomiast w 1884 uruchomiono linię od węzła kolejowego Korzybie do Bytowa.
Na przełomie XIX i XX wieku na południu zostały wybudowane następujące trasy:
- 1902 Słosinko (niem. Reinfeld)-Człuchów (niem. Schlochau)
- 1909 Miastko-Bytów